# Olympische Jugend-Sommerspiele 2014/Teilnehmer (Libyen)
| Gelbes Symbol für Goldmedaillen mit stilisierten Olympischen Ringen | Graues Symbol für Silbermedaillen mit stilisierten Olympischen Ringen | Braundes Symbol für Bronzemedaillen mit stilisierten Olympischen Ringen |
| ------------------------------------------------------------------- | --------------------------------------------------------------------- | ----------------------------------------------------------------------- |
| —                                                                   | —                                                                     | —                                                                       |

Die Jugend-Olympiamannschaft aus Libyen für die II. Olympischen Jugend-Sommerspiele vom 16. bis 28. August 2014 in Nanjing (Volksrepublik China) bestand aus drei Athleten.

## Athleten nach Sportarten

### Bogenschießen
Jungen
- Ali El-Ghrari
Einzel: 17. Platz
Mixed: 17. Platz (mit Alicia Marín  Spanien)

### Gewichtheben
Jungen
- Ahsaan Shabi
Federgewicht: 9. Platz

### Leichtathletik
Jungen
- Zakaria Al-Ahmer
Diskuswurf: 12. Platz